# Jacques Vandievoet
Pour les articles homonymes, voir Oriol.
Jacques Vandievoet de son nom de plume Jacques Oriol, est un enseignant, géographe et surtout poète, né à Etterbeek, commune de la région bruxelloise, le 1er octobre 1923 et décédé le 7 juillet 1993.

## Biographie
De souche brabançonne flamande du côté paternel, il appartient à une famille originaire des villages de Schaerbeek et Evere où ses ancêtres étaient établis comme cultivateurs maraîchers et jardiniers au XVIIIe siècle, et ardennaise et namuroise du côté de ses ascendances maternelles.
Il commence dès 1950 à publier de la poésie.
Il participa en 1973, en tant que géographe, à l'expédition géographique belge au Kénya envoyée au bord du lac Rodolphe à l'occasion de l'éclipse solaire du 30 juin 1973.
Il fut président fondateur du groupe Années Quatre-Vingt, groupant poètes et peintres.
Jacques Vandievoet est le petit-neveu du peintre et décorateur de théâtre Jules Vandievoet, actif à Luxembourg.

## Généalogie
I) Gabriel Vandievoet, jardinier à Schaerbeek, mort à Schaerbeek le 7 décembre 1737, épousa Marie Lombaert, morte à Schaerbeek le 20 avril 1722. Dont quatre enfants parmi lesquels : 
II) François Vandievoet, né à Schaerbeek le 31 novembre 1693, mort à Schaerbeek le 7 février 1751, épousa à Schaerbeek en 1723, Anne Segers, née à Schaerbeek le 9 mai 1697, dont cinq enfants parmi lesquels :
III) Corneille Vandievoet (1730-1788), épousa le 11 novembre 1761, Catherine Pissoort, dont dix enfants parmi lesquels :
IV) Henri Vandievoet, jardinier à Schaerbeek, épousa le 26 août 1788, Jeanne Van Nerom, dont plusieurs enfants parmi lesquels :
a) Gabriel Vandievoet, menuisier, suit sous V.
b) Pierre Vandievoet, jardinier, suit sous V bis.
V)  Gabriel Vandievoet, menuisier, né et habitant Schaerbeek, y décédé le 18 mars 1858, épousa en premières noces Jeanne Catherine Watzeel et veuf épousa en secondes noces à Evere le 16 mai 1833, Adélaïs Meyskens, couturière, née à Laeken, fille de Guillaume Meyskens et d’Anne Féron.
Il eut du premier lit: Egide Vandievoet, ouvrier cordonnier, né à Schaerbeek le 11 juin 1830 qui épousa à Schaerbeek le 27 oct. 1858, Catherine Daniels, lavandière, fille de Guillaume et d’Anne Marie Machiels.
Il eut de sa seconde épouse Adélaïs Meyskens :
VI)  Jean Vandievoet, né à Schaebeek, ébéniste, né le 8 avril 1834 et décédé le 9 janvier 1900 à Saint-Josse-ten-Noode, domicilié rue Bonneels, 3, épousa à Namur (Notre-Dame) le 2 mai 1866, Adolphine Marie Nandancée, ménagère.
Dont:
a) François Vandievoet, qui suit sous VII.
b) Jules Vandievoet, peintre décorateur au théâtre de Luxembourg, né en 1885, décédé à Luxembourg le 13 octobre 1947 épousa Hélène Jeanne Donnen, actrice au théâtre de Luxembourg. (lire, Nos Cahiers, Luxembourg, année 1985, p. 38 où figure une photo de Jules Vandievoet).
VII) François Désiré Isidore Vandievoet, facteur des postes (1893), maçon, rejointoyeur, cabaretier, rue Victor Hugo 71,  né le 27 mai 1870 à Namur, épousa le 9 septembre 1893, à Bruxelles, Marie Joséphine Pierre, servante, née le 26 août 1872 à Sibret Luxembourg, et en secondes noces, étant veuf, épousa à Bruxelles le 22 février 1905, Pétronille Mélanie Dennekin, veuve, née le 20 août 1882 à Bruxelles, repasseuse de linge. Dont de sa première épouse :
VIII) Jean Gabriel Victor Vandievoet, épousa Marie Leucks.
IX) Jacques Vandievoet dit en littérature Jacques Oriol professeur et poète, époux de Paulette Poulaert. Dont postérité.

### Branche de Pierre Vandievoet, fils de Henri Vandievoet, jardinier à Schaerbeek,  et de Jeanne Van Nerom
V bis) Pierre Vandievoet, jardinier, né à Schaerbeek en 1802, mort à Saint-Josse-ten-Noode le 28 janvier 1850, épousa Élisabeth Dryvers, dont :
a) Jean Vandievoet, ouvrier ferblantier, épousa Marie Laurentine De Rooy, repasseuse.
b) Thérèse  Vandievoet, épousa Jean-Baptiste De Mesmaecker, ouvrier chaudronnier.
c) Guillaume Vandievoet, garçon de magasin, suit sous VI bis.
VI bis) Guillaume Vandievoet, garçon de magasin, épousa à Bruxelles le 30 juin 1858, Marie Mechthilde Janssens, journalière puis boutiquière. Dont :
VII bis) Jean-Baptiste Vandievoet, agent de police, puis commissaire de police adjoint à Ixelles, né à Saint-Gilles le 24 juin 1860, épousa à Saint-Gilles  Jeanne Isabelle Victorine Doyen, margeuse. Ils légitimèrent par leur mariage :
a) Louis Joseph Marie Vandievoet
b) Edmond Doyen, appelé ensuite Edmond Vandievoet.
Ils eurent encore, nés dans le mariage :
VIII bis) Emma Louise Vandievoet (1892-1935), enterrée au cimetière  d'Auderghem (caveau Eliot-Janssens), épousa Auguste Omer Eliot, agent de change, né à Auderghem le 17 mars 1894, mort à Bruxelles le 3 mai 1969. Dont postérité, familles Meynckens et Eliot.